# Charlottesville Men's Pro Challenger 2011
Il Charlottesville Men's Pro Challenger 2011, noto anche come Virginia National Bank Men's Pro Championship per motivi di sponsorizzazione, è stato un torneo professionistico di tennis maschile giocato sul cemento. È stata la terza edizione del torneo, facente parte dell'ATP Challenger Tour nell'ambito dell'ATP Challenger Tour 2011. Si è giocato a Charlottesville negli USA dal 31 ottobre al 6 novembre 2011.

## Partecipanti

### Teste di serie
| Nazionalità | Giocatore          | Ranking* | Testa di serie |
| ----------- | ------------------ | -------- | -------------- |
| India       | Somdev Devvarman   | 84       | 1              |
| Stati Uniti | Michael Russell    | 93       | 2              |
| Stati Uniti | Bobby Reynolds     | 122      | 3              |
| Sudafrica   | Rik De Voest       | 125      | 4              |
| Sudafrica   | Izak van der Merwe | 132      | 5              |
| Bielorussia | Uladzimir Ihnacik  | 173      | 6              |
| Stati Uniti | Michael Yani       | 178      | 7              |
| Francia     | Vincent Millot     | 189      | 8              |

- 1 Ranking al 24 ottobre 2011.

### Altri partecipanti
Giocatori che hanno ricevuto una wild card:
- Denis Kudla
- Michael Shabaz
- Sanam Singh
- Jack Sock

Giocatori che sono passati dalle qualificazioni:
- Carsten Ball
- Jarmere Jenkins
- Steve Johnson
- Jesse Levine
- Alex Bogdanović (lucky loser)

## Campioni

### Singolare
Izak van der Merwe ha battuto in finale  Jesse Levine con il punteggio di 4–6, 6–3, 6–4.

### Doppio
Treat Conrad Huey /  Dominic Inglot hanno battuto in finale  John Paul Fruttero /  Raven Klaasen con il punteggio di 4–6, 6–3, [10–7].